# Cestistica Barcellona 1999-2000
La Cestistica Barcellona 1999-2000 ha preso parte al campionato di Serie A2. Era sponsorizzata dalla INA Sicilia.
Da matricola, la squadra si è classificata al 2º posto della Serie A2 e ha preso parte ai play-off per la promozione; dopo aver eliminato il Basket Livorno, è stata battuta in finale dalla Snaidero Udine.